# Route 41 (Alberta)
La Route 41, aussi nommée Buffalo Trail, est une route sud / nord de 686 km (426 mi) dans l'est de l'Alberta. Elle relie la frontière américaine à Wild Horse à la route 55 dans le hameau de La Corey au nord de Bonnyville. La route 41, de même que les routes 36 et 63, font partie du Eastern Alberta Trade Corridor, un corridor de développement économique reliant les sables bitumineux avec le Texas et le Mexique.

## Description du tracé

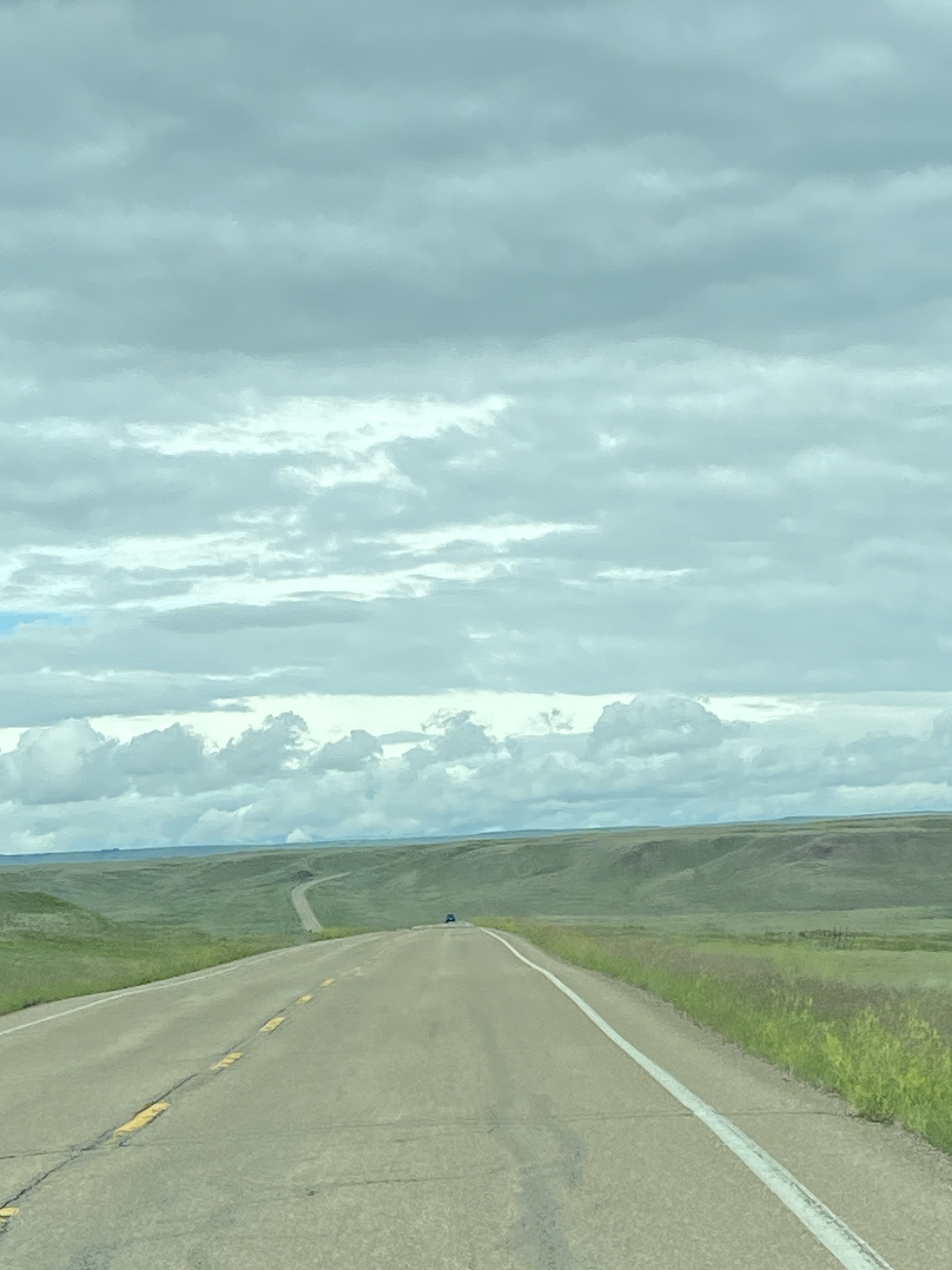
Route 41 sud au sud d'Elkwater

La route 41 débute à la frontière canado-américaine à Wild Horse comme prolongement de la Montana Secondary Highway 232. Le terminus sud de la route 41 est environ 69 km (43 mi) au nord de Havre, Montana. Elle passe dans le Parc interprovincial des collines Cypress et le hameau d'Elkwater avant d'atteindre la route 1 (route transcanadienne) environ 4,5 km (2,8 mi) à l'ouest d'Irvine. La route 41 forme un multiplex avec la route 1 sur 16 km (10 mi) avant de bifurquer vers le nord à Dunmore, environ 10 km (6 mi) à l'est de Medicine Hat. La route 41 se dirige vers le nord-est sur environ 65 km (40 mi) avant de reprendre la direction nord pour longer la frontière de la Saskatchewan laquelle est à environ 6,5 km (4 mi) plus à l'est. Au nord d'Acadia Valley, la route 41 reprend la direction est jusqu'à Oyen et y croise la route 9 au nord de la ville. La route 41 continue sur 68 km (42 mi) jusqu'à la route 12 près de Monitor, où elle forme un multiplex avec celle-ci jusqu'à Consort. Elle reprend ensuite la direction nord et passe par Czar, Wainwright et Vermilion où elle rencontre la route 16 (route Yellowhead). Environ 7 km (4 mi) à l'est de Derwent, la route 41 partage son itinéraire avec la route 45 jusqu'à Elk Point. La route atteint ensuite Hoselaw puis Bonnyville. La route 41 continue vers le nord et prend fin à l'intersection avec la route 55 à La Corey, environ 40 km (25 mi) à l'ouest de Cold Lake.

## Intersections majeures
| Municipalité rurale / spécialisée            | Ville                                     | km                               | Destinations                                         | Notes                                   |
| -------------------------------------------- | ----------------------------------------- | -------------------------------- | ---------------------------------------------------- | --------------------------------------- |
| Comté de Cypress                             | Wild Horse                                | 0,00                             | S-232 sud – Havre                                    | Continue au Montana                     |
| Comté de Cypress                             | Wild Horse                                | 0,00                             | Frontière canado-américaine                          |                                         |
| Comté de Cypress                             |                                           | 26,50                            | AB-501 (Red Coat Trail) – Manyberries, Eastend       |                                         |
| Comté de Cypress                             | Parc interprovincial des collines Cypress | 82,40                            | AB-514 ouest                                         | Terminus est de l'AB-514                |
| Comté de Cypress                             |                                           | 94,70                            | AB-515 est – Maple Creek                             | Terminus ouest de l'AB-515              |
| Comté de Cypress                             | 113,80                                    | AB-1 est – Swift Current, Regina | Terminus sud du multiplex avec l'AB-1                |                                         |
| Comté de Cypress                             | Dunmore                                   | 129,80                           | AB-1 ouest – Medicine Hat, Calgary                   | Terminus nord du multiplex avec l'AB-1  |
| Comté de Cypress                             |                                           | 136,80                           | AB-41A ouest – Medicine Hat                          | Terminus est de l'AB-41A                |
| Comté de Cypress                             | 168,20                                    | AB-528 est – Golden Prairie      | Terminus ouest de l'AB-528                           |                                         |
| Comté de Cypress                             | 192,90                                    | AB-537 est – Fox Valley          | Terminus ouest de l'AB-537                           |                                         |
| Comté de Cypress                             | 218,80                                    | AB-545 est – Burstall            | Terminus ouest de l'AB-545                           |                                         |
| Limite Comté de Cypress–Aire spéciale No 2   |                                           | 229,90                           | Traverse la rivière Saskatchewan Sud                 | Traverse la rivière Saskatchewan Sud    |
| Aire spéciale No 2                           |                                           | 245,50                           | AB-555 ouest – Bindloss, Jenner                      | Terminus est de l'AB-555                |
| Limite Aire spéciale No 2–M.D. Acadia No 34  |                                           | 254,30                           | Traverse la rivière Red Deer                         | Traverse la rivière Red Deer            |
| M.D. Acadia No 34                            |                                           | 260,40                           | AB-562 est – Empress                                 | Terminus ouest de l'AB-562              |
| Limite M.D. Acadia No 34–Aire spéciale No 3  |                                           | 290,90                           | AB-570 – Big Stone                                   |                                         |
| Aire spéciale No 3                           | Oyen                                      | 312,30                           | AB-895 sud                                           | Terminus nord de l'AB-895               |
| Aire spéciale No 3                           |                                           | 315,60                           | AB-9 – Drumheller, Calgary, Kindersley, Saskatoon    |                                         |
| Aire spéciale No 4                           | Monitor                                   | 383,90                           | AB-12 est – Altario, Kerrobert                       | Terminus sud du multiplex avec l'AB-12  |
| Aire spéciale No 4                           | Consort                                   | 401,20                           | AB-12 ouest – Coronation, Stettler                   | Terminus nord du multiplex avec l'AB-12 |
| Aire spéciale No 4                           | Consort                                   | 401,20                           | AB-886 sud – Cereal                                  | Terminus nord de l'AB-886               |
| Limite Aire spéciale No 4–M.D. Provost No 52 |                                           | 429,30                           | AB-599 ouest – Castor                                | Terminus est de l'AB-599                |
| M.D. Provost No 52                           |                                           | 439,20                           | AB-600 est – Cardigan, Provost                       | Terminus ouest de l'AB-600              |
| M.D. Provost No 52                           |                                           | 459,80                           | AB-13 – Camrose, Provost                             |                                         |
| M.D. Wainwright No 61                        | Wainwright                                | 499,30                           | AB-14 (Poundmaker Trail) – Edmonton, The Battlefords |                                         |
| M.D. Wainwright No 61                        |                                           | 512,30                           | AB-614 est                                           | Terminus ouest de l'AB-614              |
| M.D. Wainwright No 61                        | 517,10                                    | Traverse la rivière Battle       | Traverse la rivière Battle                           |                                         |
| M.D. Wainwright No 61                        | 517,90                                    | AB-883 ouest – Irma              | Terminus est de l'AB-883                             |                                         |
| Comté de Vermilion River                     |                                           | 536,20                           | AB-619 – Lloydminster, Viking                        |                                         |
| Comté de Vermilion River                     | Vermilion                                 | 556,40                           | AB-16 (Route Yellowhead) – Edmonton, Lloydminster    | Échangeur; sortie 577 de l'AB-16        |
| Comté de Vermilion River                     |                                           | 579,10                           | AB-631 ouest                                         | Terminus est de l'AB-631                |
| Comté de Two Hills No 21                     |                                           | 585,60                           | AB-45 est – Marwayne, Prince Albert                  | Terminus sud du multiplex avec l'AB-45  |
| Comté de Two Hills No 21                     |                                           | 592,10                           | AB-45 ouest – Derwent, Two Hills                     | Terminus nord du multiplex avec l'AB-45 |
| Comté de Two Hills No 21                     |                                           | 602,10                           | AB-640 est – Heinsburg                               | Terminus ouest de l'AB-640              |
| Comté de Saint-Paul No 19                    |                                           | 615,20                           | Traverse la rivière Saskatchewan Nord                | Traverse la rivière Saskatchewan Nord   |
| Comté de Saint-Paul No 19                    | Elk Point                                 | 618,30                           | AB-646 – Lafond, Lindbergh                           |                                         |
| Comté de Saint-Paul No 19                    |                                           | 627,60                           | AB-29 ouest – Saint-Paul                             | Terminus est de l'AB-29                 |
| Kehewin No 123                               |                                           | 644,10                           | AB-657 est – Gurneyville                             | Terminus ouest de l'AB-657              |
| M.D. Bonnyville No 87                        | Hoselaw                                   | 652,00                           | AB-28 ouest – Smoky Lake, Edmonton                   | Terminus sud du multiplex avec l'AB-28  |
| M.D. Bonnyville No 87                        | Bonnyville                                | 669,60                           | AB-28 est (50 Avenue) – Cold Lake                    | Terminus nord du multiplex avec l'AB-28 |
| M.D. Bonnyville No 87                        |                                           | 672,80                           | AB-660 – Fort Kent, Glendon                          |                                         |
| M.D. Bonnyville No 87                        | La Corey                                  | 689,10                           | AB-55 – Lac La Biche, Cold Lake                      |                                         |
| - Terminus de multiplex                      |                                           |                                  |                                                      |                                         |

## Route 41A
La Route 41A est la désignation d'une route alternative de la route 41 desservant la ville de Medicine Hat. Elle débute au centre-ville de Medicine Hat à l'intersection avec la route 1 (Route transcanadienne) et constitue le prolongement de la route 3 (Route Crowsnest). Elle se dirige vers l'est et prend fin à l'intersection avec la route 41 à l'est de la ville, 15 km (9,3 mi) plus loin.

### Intersections majeures
| Municipalité rurale / spécialisée       | Ville                 | km    | Destinations                  | Notes                               |
| --------------------------------------- | --------------------- | ----- | ----------------------------- | ----------------------------------- |
| Ville de Medicine Hat                   | Ville de Medicine Hat | 0,00  | AB-3 ouest – Aéroport         | L'AB-41A ouest devient l'AB-3 ouest |
| Ville de Medicine Hat                   | Ville de Medicine Hat | 0,00  | AB-1 – Calgary, Swift Current | Échangeur                           |
| Ville de Medicine Hat                   | Ville de Medicine Hat | 2,80  | South Railway Street          | Accès direction est seulement       |
| Ville de Medicine Hat                   | Ville de Medicine Hat | 2,90  | North Railway Street          | Accès direction est seulement       |
| Comté de Cypress                        |                       | 15,00 | AB-41 – Oyen, Havre           |                                     |
| - Accès incomplet - Transition de route |                       |       |                               |                                     |